# Now Museum, Now You Don't (Сімпсони)
«Now Museum, Now You Don't» (укр. «Ось музей є, а ось — вже немає») — третя серія тридцять другого сезону мультсеріалу «Сімпсони», прем'єра якої відбулась 11 жовтня 2020 року у США на телеканалі «Fox».

## Сюжет
Ліса хворіє і залишається вдома. Від Мардж вона отримує книгу «Ілюстрована історія західного мистецтва». Вона читає та починає фантазувати…

### Лісанардо да Вінчі
У Венеції, на початку епохи Відродження, юна Лісанардо пише картину підозрюваної для Віґґама. Побачивши її майстерність він говорить, що дівчинка збагатить свою родину. Невдовзі Лісанардо стає найвідомішою художницею у Флоренції, що викликає заздрість з боку її однокурсників.
Пізніше Лісанардо починає турбуватися про те, що вона — занадто талановита, тож починає писати таємні щоденники. Її Вітрувіанська людина надихає дівчинку на винахід зброї. Однак, її щоденник викрадає Бартічеллі, один з її однокурсників, і приносить його кардиналу (Бернс). Той використовує винаходи для вбивства християн. Коли Лісанардо розуміє, що це єресь, вона втікає до Франції, де пише «Мону Лізу» і «Код да Вінчі».

### Французький імпесіоніст
Барт вислухав історію, і Ліса порівнює його з іншим художником, який мав проблеми з навчанням…
1863 рік. Через імпресіонізм своїх робіт, Барт отримує погані оцінки в академії мисецтв, і над ним знущаються інші студенти. Зрештою, Барта виганяють. Коли однокурсники проводять вечір у Мулен Руж, з'являється художник Тулуз-Мотрек. Він схвалює роботи Барта та змінює думку інших дітей, щоб наслідувати його стиль.
Наступного дня хлопці пишуть нові картини. Однак, адміністрація академії хвилюється, що мистецтво не сподобається імператору (Гомерові), тому вони кажуть учням не показувати картин.
Тулуз-Мотрек заохочує студентів все одно показати свої роботи імператору. Оскільки він любить сир, хлопці таємно потрапляють на показ всередині великої головки сиру до школи.
Імператор починає їсти сир, і він руйнується. Барт та інші студенти показують йому свої роботи та отримують визнання. Коли імператриця (Мардж) зауважує, що Скіннер і Чалмерз — адміністратори ― вигнали Барта з академії, їм обом відрубують голови.

### Амур
До кімнати приходить Меґґі і просить Лісу розповісти історію. Вона — Амур, яка відбивається від злих атак кількох малюків Джеральдів. Однак, якось він замінює стріли Амура стрілами смерті. Коли Меґґі пускає стрілу в Гомера, той гине. Його душа піднімається сходами до раю, але через надміну вагу сходи ламаються, і він потрапляє до пекла…

### Дієго Рівера і Фріда Кало
До кімнати приходить Гомер, і Ліса розповідає розповідь про нього і Мардж у ролях Дієго Рівери і Фріди Кало…
На церемонії одруження Дієго і Фріди всі вітають їх. Після церемонії Дієго оголошує, що вони переїздять до Америки, у Нью-Йорк, на розчарування його дружини.
Там вони відвідують Джона Д. Рокфеллера (Бернса), молодого капіталіста. Рокфеллер доручає Дієго створити мурал в Рокфеллер-центрі, а Фріду відкидають. Після розмови в ліжку, Дієго йде до бару. Тим часом сестри Фріди (Патті і Сельма) з'являються до самотньої сестри як ангели і радять їй намалювати свої почуття.
Вона дарує свою роботу Дієго, який, замилувавшись її дивовижними картинами, вирішує адаптувати свій мурал до переконань дружини, намалювавши на картині комуніста Леніна. Рокфеллер незадоволений цим і наказав стерти намальоване, інакше той втратить роботу. Однак, Рівера відмовляється. Ліса розповідає, що Фріда Кало стала відомішою за Дієго й іконою для художниць у всьому світі. Зрештою, Дієго намалював ще один мурал, що зображує історії, розказані в серії.
У сцені під час титрів під мелодію «Вінсент» Мо співає пісню про Вінсента ван Мо, і зазирає у відомі картини.

## Виробництво
У червні 2020 року (на хвилі антирасистських акцій Black Lives Matter) творці мультсеріалу заявили, що заборонять білим акторам озвучувати небілих персонажів. Через це починаючи з цієї серії, Ерік Лопез почав озвучувати Бджоловіка, перейнявши роль від Генка Азарії.

## Ставлення критиків і глядачів
Під час прем'єри серію переглянули 1,36 млн осіб з рейтингом 0.5, що зробило її другим найпопулярнішим шоу на каналі «Fox» тієї ночі, після «Сім'янина».
Тоні Сокол з «Den of Geek» дав серії чотири з п'яти зірок, сказавши:
|  | Хоча це не шедевр, серія може висіти в більшості галерей. Окрім гумору, візуальні ефекти досить вражаючі та різноманітні… «Now Museum, Now You Don't» працює як вар'єте, хоча й дотримується однієї концепції. Це не роздільний епізод, але сегменти дозволяють зробити його різноманітним. Усі три сегменти були добре створені, смішні та мали достатньо історичних дрібниць, щоб зберегти мудрість. |

Джессі Берета із сайту «Bubbleblabber» оцінив серію на 7/10, сказавши, що «це особлива частина [колекції Сімпсонів], яка демонструє те, що інші телешоу не можуть, через ризик здатися нудними. „Сімпсони“ провели цей урок історії мистецтва, не відчуваючи себе в школі».
Згідно з голосуванням на сайті The NoHomers Club більшість фанатів оцінили серію на 1/5 і 2/5 із середньою оцінкою 1,94/5.